# Мята яблочная
Мя́та я́блочная, или Мята круглоли́стная, Мята еги́петская, Мята золота́я, ди́кий бальза́м, конди́терская мята (лат. Mentha rotundifolia) — многолетнее травянистое пряно-ароматическое растение, вид гибридного происхождения из рода Мята (Mentha) семейства Яснотковые (Lamiaceae), межвидовой гибрид мяты длиннолистной (Mentha longifolia Huds.) и мяты душистой (Mentha suaveolens Ehrh.).
Вероятно, происходит из Египта и Малой Азии. Распространилось в Южной и Средней Европе, встречается в Закавказье.
Растение с крупными листьями округлой формы, края листьев морщинистые.[уточнить]
Обладает нежным вкусом и ароматом, которые не сопровождаются ощущением холода. Вкус без горечи даже после нагревания, в отличие от большинства других видов мяты. Вкусовые качества позволяют применять яблочную мяту для приготовления сладких блюд (компоты, кисели, желе, варенья), добавлять в начинку для пирогов и разнообразные кондитерские изделия.
Синонимы
- Mentha spicata var. rotundifolia L.basionym
- Mentha ×ambigua Personnat nom. illeg.
- Mentha ×anglica Déségl.
- Mentha ×burckhardtiana Opiz
- Mentha ×clandestina (Wirtg.) Heinr.Braun
- Mentha ×fragrans C.Presl
- Mentha ×halleri Dierb. nom. illeg.
- Mentha ×microstachys Timb.-Lagr. ex Heinr.Braun
- Mentha ×niliaca Jacq.